# エスポー近代美術館
エスポー近代美術館（エスポーきんだいびじゅつかん、英: Espoo Museum of Modern Art, フィンランド語: Espoon modernin taiteen museo）は、フィンランド・エスポーのタピオラ (Tapiola) 地区にある美術館である。英語略称は EMMA（エンマ）である。

## 概要

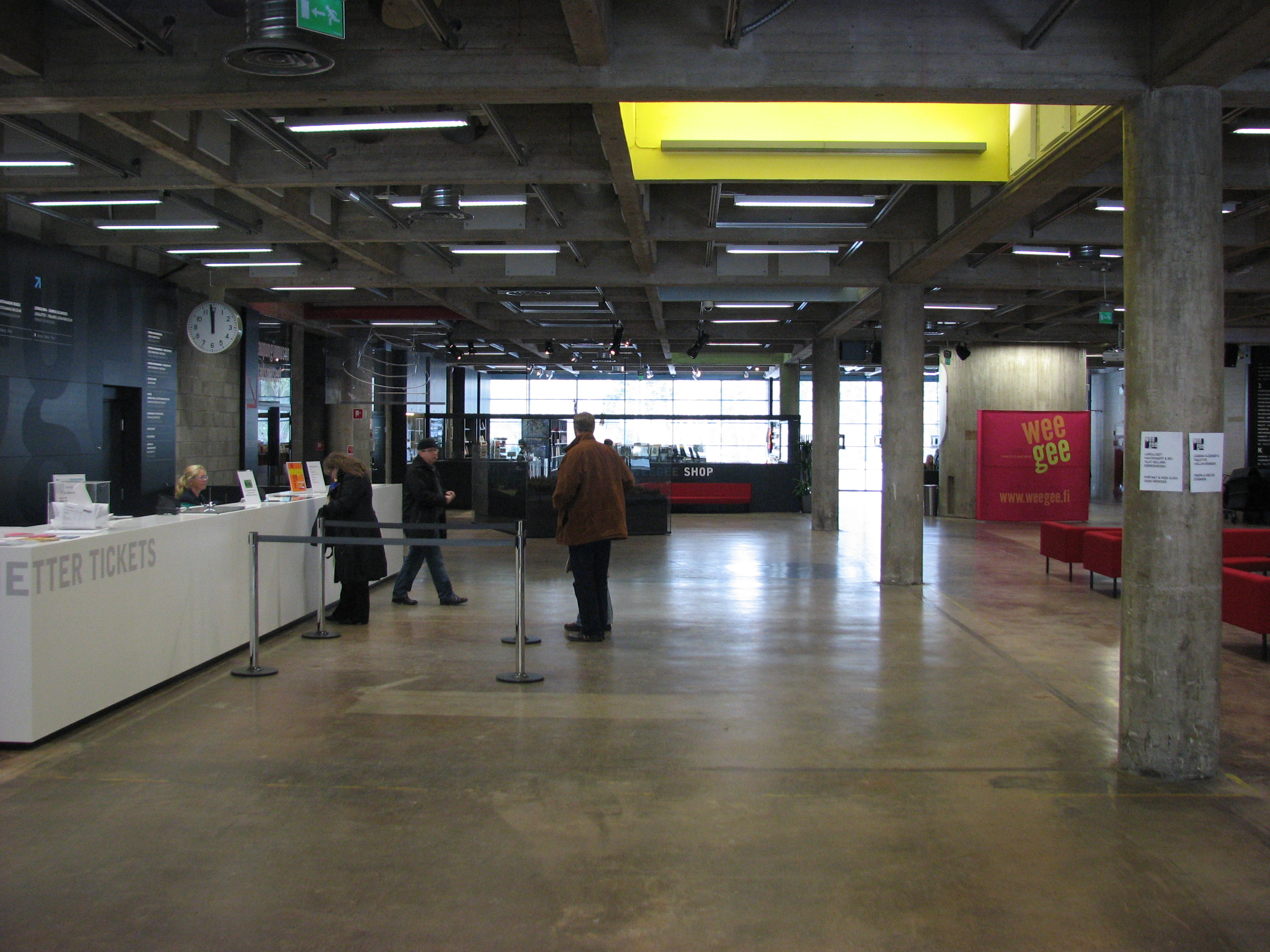
館内の様子

当美術館は、ウェーゲー展示センター (WeeGee Exhibition Centre) という施設の中に設置されている。同センターは、建築家のアールノ・ルースヴォリ (en:Aarno Ruusuvuori) によって設計され、1960年代に建設された印刷所 (Weilin & Göös printing house) をリノベーションした施設である。美術館は、エスポー美術館財団 (Espoo Art Museum Foundation) によって運営されている。
およそ 3,000 点に及ぶ近現代美術の作品が所蔵されている。EMMAコレクションの他に、サースタモイネン財団コレクション (The Saastamoinen Foundation Art Collection) やタピオ・ヴィルカラ ルート・ブリュック財団 (The Tapio Wirkkala Rut Bryk Foundation) のコレクションが展示されている。5,500 平方メートルを超える展示面積をもつ。ヘルシンキ地下鉄のタピオラ駅 (en:Tapiola metro station) からおよそ 800 メートルほどのところにある。

## 由来
2002年、エスポー美術館財団が設立される。2006年に美術館の一般公開が開始される。2015年、デザイナーのタピオ・ヴィルカラの生誕100周年を記念した展覧会が開催される。2016年、芸術家のルート・ブリュック (en:Rut Bryk) の生誕100周年を記念した展覧会が開催される。

2017年の春に、フィンランド語で「部屋」という意味がある「フオネ」(HUONE) という名前で呼ばれる展示室が開設される。同年11月、フィンランド語で「広場」という意味がある「オーキオ」(Aukio) という名前で呼ばれるスペースが設置される。オーキオ (Aukio) は、ヘイニ＝エミリア・サーリ (Heini-Emilia Saari) と Johanna Brummer によって設計されたもので、ブリュックやヴィルカラによる作品が収蔵されている。

## コレクション

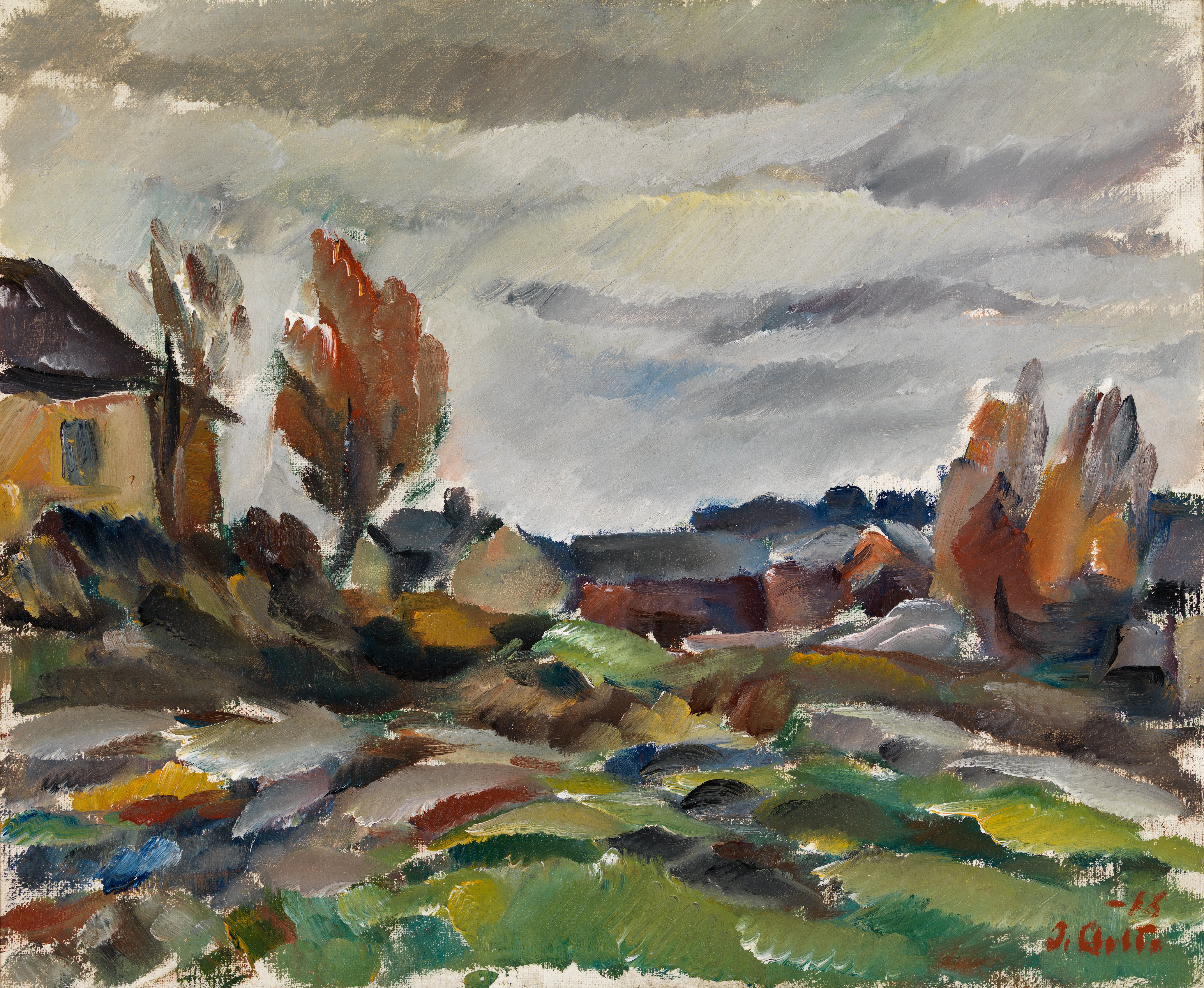
「嵐」　(1915) イルマリ・アアルト
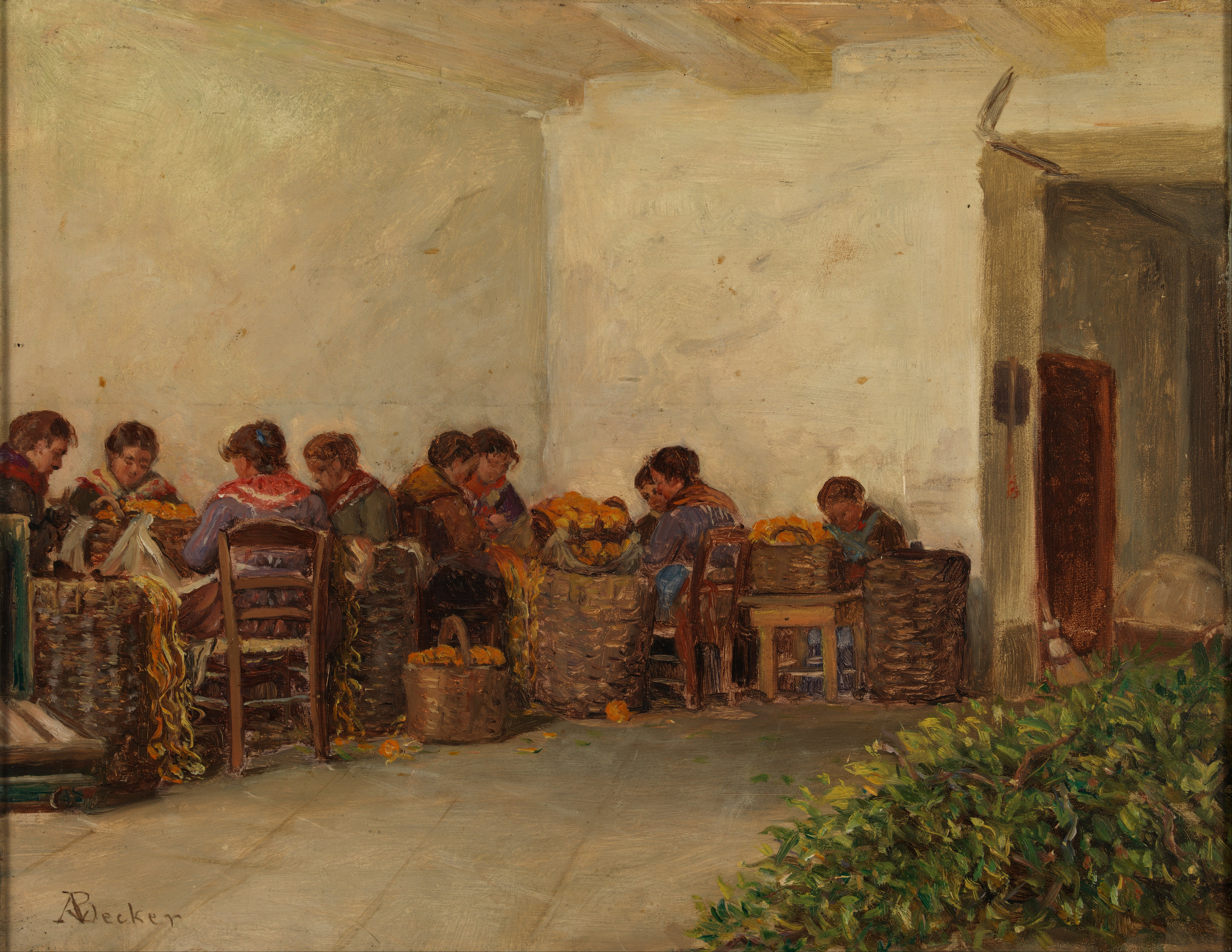
田舎の女性たち (1895) アドルフ・フォン・ベッカー
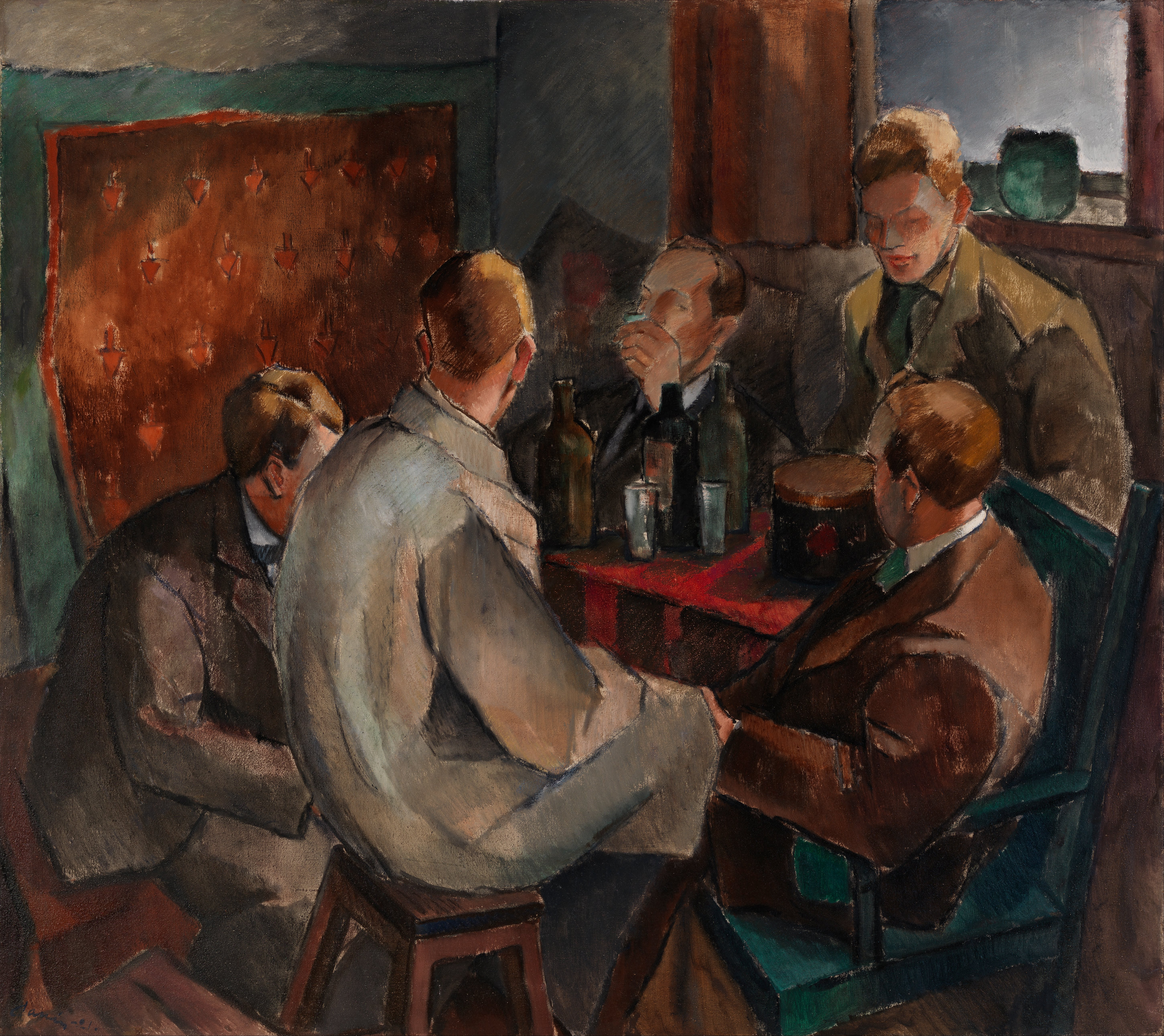
11月グループの画家たち (1921) Alvar Cawén
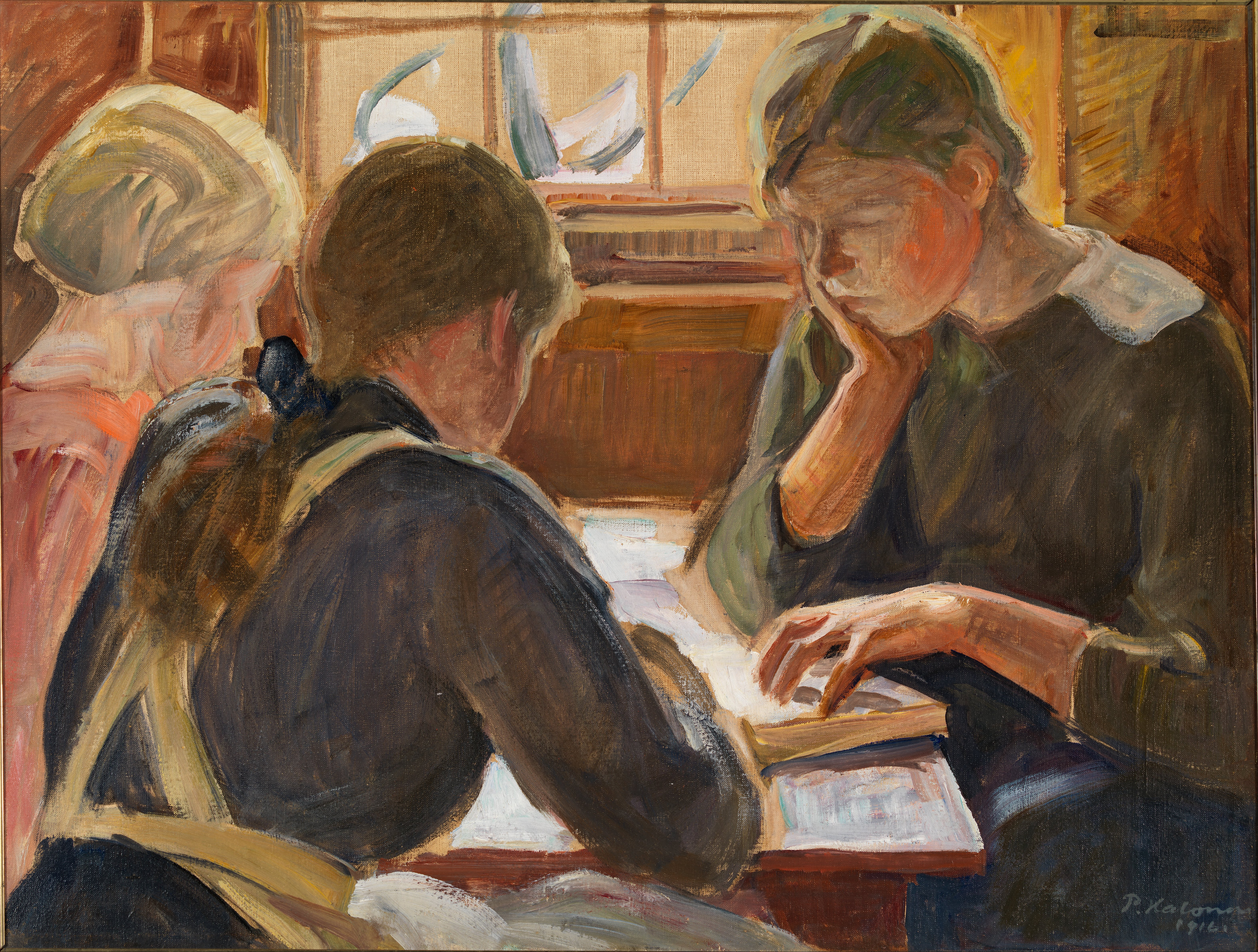
本を読む子供たち (1916) ペッカ・ハロネン
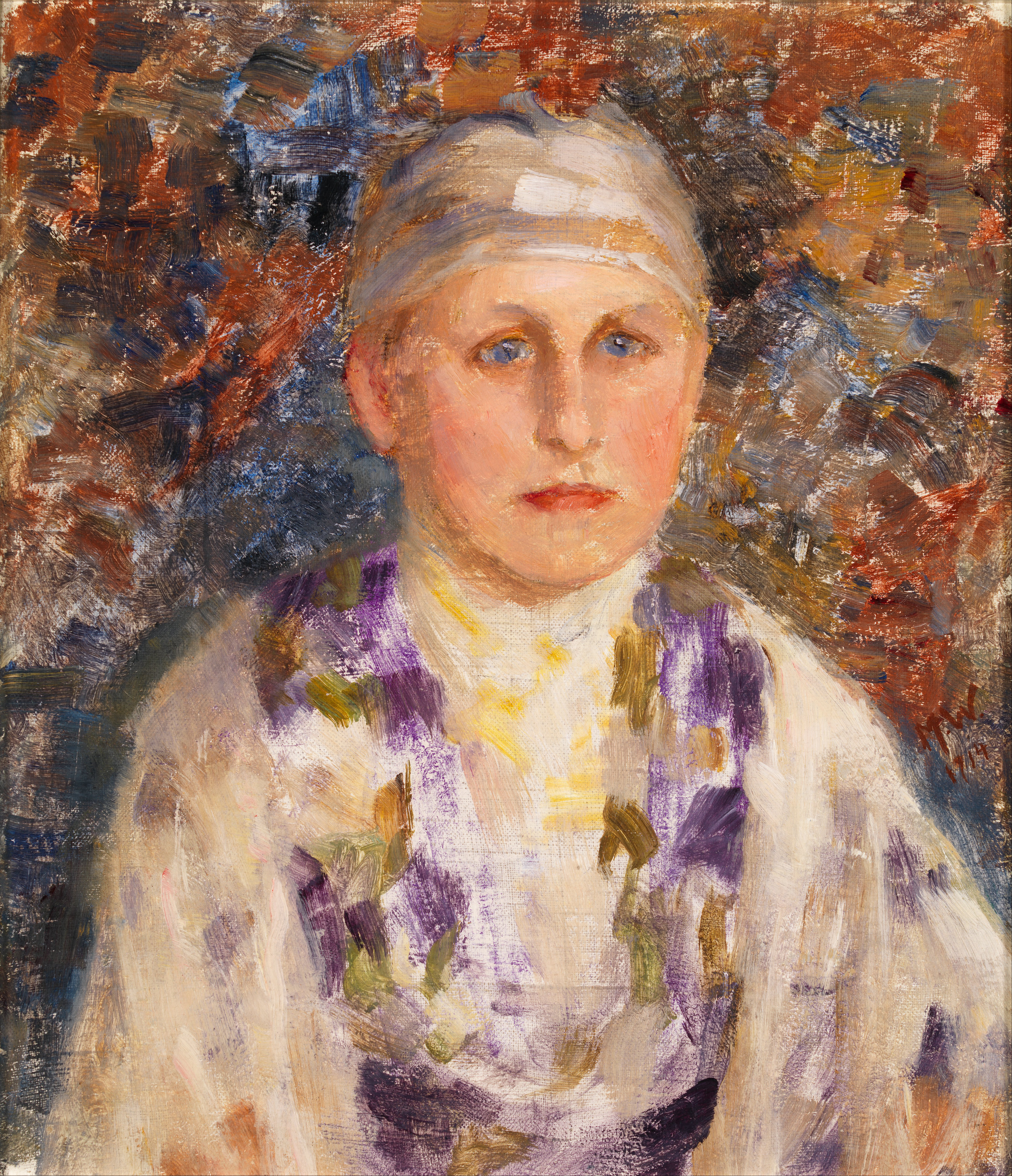
ブルターニュの婦人 (1914) マリア・ヴィーク
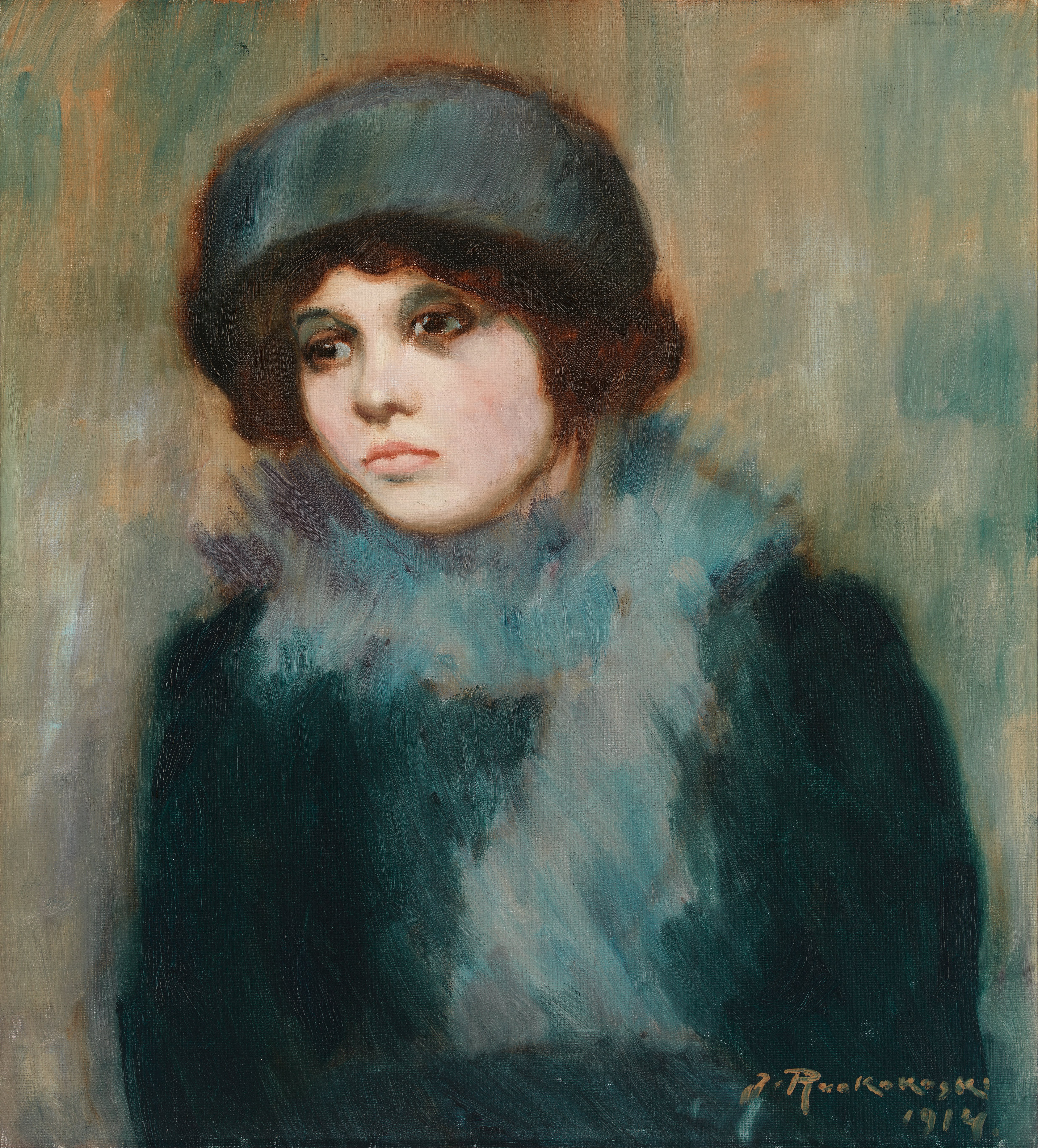
女性像 (1914) ヤルマリ・ルオココスキ